# Osman Bukari
Osman Bukari (Acra, Ghana, 13 de diciembre de 1998) es un futbolista ghanés. Juega de extremo y su equipo es el Austin Football Club de la Major League Soccer.

## Trayectoria
Comenzó su carrera profesional en la Superliga de Eslovaquia con el FK AS Trenčín, club donde fichó proveniente del Accra Lions FC.
El 4 de septiembre de 2020 fichó por el K. A. A. Gante de Bélgica. Para la temporada 2021-22 fue cedido al F. C. Nantes de la Ligue 1 francesa.
El 21 de junio de 2022 el Estrella Roja de Belgrado lo contrató. Tras dos años en el club, a mediados de 2024 fichó por el Austin F. C.

## Selección nacional
Bukari fue internacional con la selección sub-23 de Ghana en 2019.
Debutó con la selección de Ghana el 25 de marzo de 2021 ante Sudáfrica. En noviembre de 2022 fue citado para disputar la Copa Mundial de Fútbol de 2022.

## Estadísticas
Actualizado al último partido disputado en la temporada 2024.
| Club                             | Div.          | Temporada     | Liga  | Liga  | Copas nacionales | Copas nacionales | Copas internacionales | Copas internacionales | Total | Total |
| Club                             | Div.          | Temporada     | Part. | Goles | Part.            | Goles            | Part.                 | Goles                 | Part. | Goles |
| -------------------------------- | ------------- | ------------- | ----- | ----- | ---------------- | ---------------- | --------------------- | --------------------- | ----- | ----- |
| F. K. A. S. Trenčín · Eslovaquia | 1.ª           | 2018-19       | 24    | 1     | 4                | 2                | 5                     | 0                     | 33    | 3     |
| F. K. A. S. Trenčín · Eslovaquia | 1.ª           | 2019-20       | 26    | 10    | 4                | 1                | ―                     | ―                     | 30    | 11    |
| F. K. A. S. Trenčín · Eslovaquia | 1.ª           | 2020-21       | 4     | 2     | 0                | 0                | ―                     | ―                     | 4     | 2     |
| F. K. A. S. Trenčín · Eslovaquia | Total club    | Total club    | 54    | 13    | 8                | 3                | 5                     | 0                     | 67    | 16    |
| K. A. A. Gante · Bélgica         | 1.ª           | 2020-21       | 26    | 4     | 2                | 0                | 7                     | 0                     | 35    | 4     |
| K. A. A. Gante · Bélgica         | Total club    | Total club    | 26    | 4     | 2                | 0                | 7                     | 0                     | 35    | 4     |
| F. C. Nantes Francia             | 1.ª           | 2021-22       | 24    | 2     | 2                | 0                | ―                     | ―                     | 26    | 2     |
| F. C. Nantes Francia             | Total club    | Total club    | 24    | 2     | 2                | 0                | 0                     | 0                     | 26    | 2     |
| Estrella Roja de Belgrado Serbia | 1.ª           | 2022-23       | 29    | 12    | 4                | 0                | 9                     | 3                     | 42    | 15    |
| Estrella Roja de Belgrado Serbia | 1.ª           | 2023-24       | 27    | 7     | 3                | 1                | 6                     | 2                     | 36    | 10    |
| Estrella Roja de Belgrado Serbia | Total club    | Total club    | 56    | 19    | 7                | 1                | 15                    | 5                     | 78    | 25    |
| Austin F. C. Estados Unidos      | 1.ª           | 2024          | 9     | 1     | ―                | ―                | 2                     | 0                     | 11    | 1     |
| Austin F. C. Estados Unidos      | Total club    | Total club    | 9     | 1     | 0                | 0                | 2                     | 0                     | 11    | 1     |
| Total carrera                    | Total carrera | Total carrera | 169   | 39    | 19               | 4                | 29                    | 5                     | 217   | 48    |
| 1. 2. 3.                         |               |               |       |       |                  |                  |                       |                       |       |       |

## Palmarés

### Títulos nacionales
| Título              | Club                      | País    | Año     |
| ------------------- | ------------------------- | ------- | ------- |
| Copa de Francia     | F. C. Nantes              | Francia | 2021-22 |
| Superliga de Serbia | Estrella Roja de Belgrado | Serbia  | 2022-23 |
| Copa de Serbia      | Estrella Roja de Belgrado | Serbia  | 2022-23 |
| Superliga de Serbia | Estrella Roja de Belgrado | Serbia  | 2023-24 |
| Copa de Serbia      | Estrella Roja de Belgrado | Serbia  | 2023-24 |